# جورج دبليو. كورنر
جورج دبليو. كورنر (بالإنجليزية: George W. Corner)‏ هو أستاذ جامعي أمريكي، ولد في 12 ديسمبر 1889 في بالتيمور في الولايات المتحدة، وتوفي في 28 سبتمبر 1981 في هنتسفيل في الولايات المتحدة.

## وصلات خارجية
- جورج دبليو. كورنر على موقع الموسوعة البريطانية (الإنجليزية)